# Bonamia mossambicensis
Bonamia mossambicensis là một loài thực vật có hoa trong họ Bìm bìm. Loài này được (Klotzsch) Hallier f. mô tả khoa học đầu tiên năm 1893.